# Gerard Peter Kuiper
Gerard Peter Kuiper, rojen Gerrit Pieter Kuiper, ameriški astronom nizozemskega rodu, * 7. december 1905, Harenkarspel, Severna Holandija, Nizozemska, † 23. december 1973, Ciudad de México, Mehika.

## Življenje in delo
Kuiper je leta 1927 diplomiral na Univerzi v Leidnu in tukaj leta 1933 doktoriral. Tega leta se je odselil v ZDA in je postal znanstveni sodelavec Observatorija Lick Univerze Kalifornije.
Leta 1936 je odšel na Univerzo v Chicago, kjer je leta 1943 postal profesor astronomije. Od leta 1936 je delal na Observatoriju Yekes v Williams Bayu v Wisconsinu. V letu 1937 je postal ameriški državljan.
V Osončju je odkril veliko naravnih satelitov (lun) planetov. Bil je odličen spektroskopist in leta 1944 je odkril, da ima največji Saturnov satelit Titan atmosfero, ki vsebuje metan in amonijak. To je edini naravni satelit, za katerega danes vemo, da ima atmosfero. Teorije so ga pripeljale na misel, da ima morda tudi Neptunov satelit Triton atmosfero. Vendar je Triton tako daleč, da tega ni mogoče ugotoviti. Mase drugih satelitov so premajhne, temperature pa previsoke, da bi lahko zadržali atmosfere.
Od leta 1947 do 1949 in ponovno med 1957 do 1960 je bil predstojnik Observatorija Yerkes. Leta 1948 je zaznal CO2 v Marsovi atmosferi in ugotovil, da je Marsova atmosfera sestavljena večinoma iz CO2, kar je pozneje potrdila vesoljska sonda Mariner. Z raziskovanjem infrardeče svetlobe je pokazal, da sta Marsovi polarni kapi iz ledu in ne iz zmrznjenega CO2, kot so nekateri mislili, in kar sta pozneje potrdili sondi Viking. Istega leta je z 2.080 mm zrcalnim daljnogledom na Observatoriju McDonald v Catalini v Teksasu odkril Uranov 5. satelit Mirando, ki je najmanjša in planetu najbližja, leta 1949 pa majhen Neptunov 2. satelit Nereido, ki ima izsredni tir. Istega leta je postavil podobno teorijo o nastanku Osončja kot je bila von Weizsäckerjeva. Tega leta je ustanovil in bil tudi prvi predstojnik Laboratorija za proučevanje Lune in planetov (Lunar and Planetary Laboratory) v Tucsonu v Arizoni. Za razliko od drugih sodobnih astronomov se je Kuiper zanimal predvsem za Luno in planete.
Leta 1951 je utrdil in razširil Weizsäckerjevo teorijo o nastanku Osončja, ki je v osnovi delno podobna Laplaceovi in je v glavnem zamenjala dramatično sliko Georga Darwina o tem, kako se je Luna odtrgala od Zemlje. Meglica, polna prahu in plinov, ki je krožila okoli mladega Sonca je postala s časom nestabilna in se je razbila na manjše plinske oblake, ki jih je imenoval protoplaneti. Sedanji planeti so samo majhni ostanki teh protoplanetov, največji del njihove mase je odpihalo korpuskularno sevanje Sonca. Planeti podobni Zemlji se po njemu niso zelo spremenili glede na maso skozi geološko evolucijo. Velika temperatura v njihovi notranjosti je lahko posledica radioaktivnih procesov v njihovih središčih. Sateliti planetov so nastali na enak način kot planeti in so bili neodvisne zgostitve. Čeprav je njegova teorija dobro razdelana, vseeno vsebuje pomankljivosti, ki so v splošnem značilne za klasične pristope kozmogoniji. Njegovo delo je znova zbudilo zanimanje za astronomijo Osončja. Kuiper je za opazovanja pogosto uporabljal 5.080 mm daljnogled na Mt. Palomarju. Opazoval je Saturnove obroče in ugotovil, da je znana Cassinijeva ločnica edina prava vrzel med njimi. Seveda se je motil, saj danes vemo, da je sestav obročev izredno zamotan sestav s tisoči in tisoči obročev in vrzelmi med njimi. Posnel je tudi ene najlepših slik Jupitra in Saturna z Zemlje s 1.550 mm zrcalnim daljnogledom na Observatoriju McDonald.
Skušal je določiti premer Plutona in ga je izmeril skoraj tako velikega kot je Zemlja. Tudi tu se je motil, saj je Pluton celo manjši od Lune, vendar je prvi pokazal, da je manjši kot so mislili prej.
Ko je Sovjetska zveza oktobra 1957 izstrelila prvi umetni satelit Sputnik 1, je igral pomembno vlogo. V Laboratoriju za proučevanje Lune in planetov so izdelali natančen fotografski atlas Lune, ki je bil izrednega pomena za izbor pristajalnih mest ne samo za samodejne sonde, temveč tudi kasneje za odprave programa Apollo. Leta 1960 je bil vodja skupine v okviru tega laboratorija, ki je z vesoljsko raketo Ranger, opravljala poskuse s trki in pristajanjem na Luni. Z analizo Rangerjevih fotografij, je predvidel mnoga mogoča pristajalna področja za bodoče odprave na Luni.
Zavedal se je, kako pomembna je prava določitev mesta za postavitev velikih observatorijev. Ko so ga zadolžili, da poišče mesto, je dolgo časa iskal in nato predlagal ugasel ognjenik na Mauna Kei na Havajih. Bil je prepričan, da se da tu zgraditi velik observatorij, saj je področje na nadmorski višini 4200 m iznad večine gostega Zemljinega ozračja. Glede na to, da je delo na taki višini zaradi redkega ozračja oteženo, je naletel na nasprotovanja. Vendar je vse prepreke premagal in danes je Mauna Kea eno najpomembnejših astronomskih opazovalnih središč.

## Priznanja

### Poimenovanja
Po njem se v zahvalo za njegove dosežke imenuje Nasin Kuiperjev zračni observatorij (Nasa Kuiper Airbone Observatory), z 910 mm daljnogledom, pritrjenim na posebno predelano vojaško transportno letalo Lockheed C-141 Starlifter. Iz njega največ proučujejo središča galaksij kot tudi središče naše Galaksije.
Po njem se imenuje tudi domnevni asteroidni Kuiperjev pas (oblak) okrog Osončja zunaj Neptunovega tira, ki je bližji od Oortovega oblaka, in v katerem naj bi nastajali kometi. Pas je prvi leta 1949 predlagal Edgeworth, Kuiper pa ga je leta 1951 še dodatno utemeljil. V astronomiji se je dokončno utrdil šele po letu 1980. Takrat so računalniške simulacije pokazale, da je v Kuiperjevem pasu najverjetnejši izvor kratkoperiodičnih kometov. Po prejšnji domnevi naj bi bil njihov izvor v bolj oddaljenem Oortovem oblaku, vendar se je izkazalo, da kometi, ki bi prihajali od tako daleč, ne bi mogli razviti svojih značilnih tirov.
Prav tako nosi njegovo ime prvi krater, ki so ga odkrili na Merkurju.
1. 1 2  http://www.nasonline.org/publications/biographical-memoirs/memoir-pdfs/kuiper-gerard.pdf — Nacionalna akademija znanosti Združenih držav Amerike.
2. 1 2  data.bnf.fr: platforma za odprte podatke — 2011.
3. ↑  Gerard Pieter Kuiper — 2009.
4. ↑  Derek W. G. Sears Gerard P. Kuiper and the Rise of Modern Planetary Science — University of Arizona Press, 2019. — P. 4. — ISBN 978-0-8165-3900-0, 978-0-8165-3973-4
5. ↑  SNAC — 2010.
6. ↑  http://www.azarchivesonline.org/xtf/view?docId=ead/uoa/UAMS480.xml